# Глиное (Слободзейский район)
Глиное — село в Слободзейском районе непризнанной Приднестровской Молдавской Республики, вблизи населённых пунктов Слободзея, Чобручи и Красное.

## География
Село Глиное Слободзейского района расположено на левом берегу реки Турунчук, рукава реки Днестр, между селом Чобручи и п. Красное. Географическое положение: широта 46 38 21, долгота 29 47 59. Абсолютная высота над уровнем моря – ниже 50 м. Районный центр – г. Слободзея находится в 15 км севернее, до Тирасполя 30 км. Рельеф: плоская равнина, слаборассеченная. Почвы относятся к украинской почвенной провинции, преобладают пойменные луговые слоистые, на о. Турунчук – пойменные иловато – болотные солончаковые, на верхней террасе карбонатные черноземы. Местность находится в умеренном тепловом поясе. Регион относится к зоне недостаточного увлажнения.
Общая площадь села – 2363 га.
Число водонапорных башен – 5.
Всего улиц – 33: Котовского, Чапаева, Победы, Комсомольская, Ленина, Матросова, Калинина, Пушкина, Куйбышева, К. Маркса, 8 Марта, Гоголя, Фрунзе, Главана, Лазо, Мира, Кирова, Синько, Чкалова, Суворова, Кошевого, Свердлова, Крупской, Юности, Возияна, Парковая, Молодёжная, Полевая, Садовая, Тираспольская, Строителей, Новоселов, Новая. Самая длинная улица – Синько, количество домов 322.

## История
Первые упоминания о селе Глиное относится к 1769 - 1774 годам. Однако по данному периоду фактически не сохранилось источников. Известно, что численный и национальный состав населения в начале XIX веке был следующим: украинцев – 843, молдаван – 844, всего – 1687 человек. То есть, судя по количеству жителей можно сделать вывод, что село, по меркам того времени, было многолюдным. Для сравнения в селе Карагаш проживало – 830 человек, Суклея – 717, Незавертайловка – 1542, Коротное – 837. В одной книге писалось: «Вёрстах в 8 ниже селения Чобручи на левом берегу Днестра находится людное село Глиное, имеющее, по переписи, около 4500 жителей, церковь, несколько лавок и базары».
В границы Слободзейского района в 1907 году входили следующие волости:
Слободзейская волость – села Слободзея, Суклея, Карагаш, Чобручи;
Коротнянская волость – села Незавертайловка, Коротное и Глиное;
Парканская волость – села Парканы и Терновка;
Понятовская волость – часть населённых пунктов «степной зоны» вплоть до нынешнего города Раздельная.
Находясь в составе Коротнянской волости село Глиное в конце XIX веке состояло из 960 дворов, жителей – 5675, из которых: мужчин – 2913, женщин – 2762 (в селе Коротное – 510 дворов и 3113 жителей; в Незавертайловке – 970 дворов и 5250 жителей). Почта приходила в село по вторникам, четвергам и субботам. До уездного города Тирасполь было 26 верст, до волостного правления — села Коротное 5 верст, до земской амбулатории и почтово – телеграфного отделения села Слободзея 13 верст. В селе был сельский староста и писарь, православный храм, одна классная школа, церковно – приходская, две паровые мельницы, наплавной мост через речку Красную. Первыми поселенцами села были выходцы из России, русские, бежавшие из под гнета поработителей. Они поселились на берегу реки Турунчук, поэтому этот район и ныне называется Русалка. Позже, в селе Глиное поселяются молдаване, украинцы и другие. Своё название село Глиное носит от русского слова «глина», так как расположено на глиняных почвах, и в районе села велась добыча глины. Во время Гражданской войны командарм Советской Армии Г. И. Котовский формировал в г. Тирасполь кавалерийскую часть, куда было зачислено 30 жителей села Глиное. Среди них: Лунгул Корней Семенович, Женарь Константин, Сауленко Антон Трофимович, Горша Григорий Иванович, Гузун Филимон Герасимович, Шеремет Авраам Яковлевич, Черненко Василий, Кафтан Трофим Алексеевич, Марц Федор Иванович, Донцов Яков Афанасьевич, Садков Александр Константинович. В доме Донцова Я. А. располагался штаб части Котовского. В сараях были конюшни. Котовцы были первыми организаторами комсомольского и колхозного движения. На территории села было создано 6 колхозов: «Калинина», «Первого мая», «Путь к социализму», «Интенсивник», «Культтруд». Одними из первых председателей колхозов были: Сауленко Антон Трофимович, Крошмаль Николай Сергеевич, Коровяков Василий Васильевич. С образованием колхозов началась коллективизация. Первым секретарем комсомольских ячеек, а также участником коллективизации был - Синько Евгений Романович, убитый кулаками (в его честь названа одна из улиц села) и др.
В 1919 г. советская власть на территории Приднестровья была окончательно закреплена. Демаркационная линия между Советской Россией и Румынией прошла по Днестру. В этот период здесь происходят многочисленные румынско - советские конфликты. Победа советской власти сопровождается национализацией земель, раскулачиванием, депортациями и коллективизацией. Тысячи зажиточных крестьян бегут в Бессарабию. При этом проходит процесс создания комитетов бедноты, ликвидация массовой безграмотности, электрификации и механизации сельскохозяйственного производства. В 1924 году из состава Тираспольского уезда образован и выделен Слободзейский район. В 1924—1940 гг. он входит в состав Молдавской АССР, затем в состав Молдавской ССР. В этот период закладываются основы колхозной системы — создаются машинно-тракторные станции, агропромышленные предприятия (с 1931 г. консервный завод «Октябрь» в селе Глиное), мощные мелиоративные системы (Суклейская, Карагашская), укрупняются колхозы. Насильственная коллективизация привела к тому, что в 1932—1933 гг. села района были охвачены массовым голодом.
Граница между Советской Молдавией и Румынией проходила по реке Днестр. Каждый житель села, в этот период был на учёте. Приехать в село можно было, имея спец. разрешение, и сразу необходимо было зарегистрироваться. Подходить близко к берегу Днестра, и тем более купаться, было запрещено. Желая захватить остров Турунчук, в 30-е годы румынские власти задумали изменить русло реки Днестр. Встав на защиту острова, глинянцы вместе с жителями села Чобручи и пограничниками, стали возить на подводах камень к началу реки Турунчук. Эти камни лежат и сейчас, образуя пороги. Турунчук – левый рукав Днестра – образовался в 1780-1785 г. В дальнейшем он стремительно расширялся. В 1790 г преобладающая ширина русла составила 5 м, в 1880 г – 20м, в 1912 – 40-43 м, в 1923 – 80-85 м. от наводнения село спасают дамбы – высокие земляные укрепления, которые были построены в 1978г. Во время ВОВ территория была оккупирована. Все население встало на защиту Родины. Многие глинянцы отдали свои жизни, защищая родную землю. За освобождение села от немецко-фашистских захватчиков погибло 510 человек, все они захоронены в братской могиле. 11 апреля 1944 г, в солнечный красивый день, село было освобождено. 1945, 1946, 1947 годы – самые тяжелые для села: разруха, засуха, голод.
На северо-восточной окраине села Глиное в 1995 г. был обнаружен крупный курганный могильник, насчитывающий не менее 100 небольших насыпей. Находки показали, что все погребения были совершены в поздне — скифский период — вторая половина II века до н. э., наименее изученное современной скифологией. Специфический состав грунта способствовал прекрасной сохранности погребальных сооружений. Археологи получили редкую возможность проникнуть в не потревоженные захоронения, законсервированные более двух тысяч лет назад. Относительно хорошо сохранился череп человека, ради которого было создано столь грандиозное погребальное сооружение, и дало возможность восстановить по черепу его внешний облик. По заключению антрополога в кургане 14 был погребён мужчина старческого возраста со следами прижизненных травм. Тонкие черты лица, высокий лоб, слегка раскосые глаза говорят не только о восточном происхождении, но, и вероятно, ином антропологическом типе скифской аристократии по сравнению с рядовым населением.
Из сотен тысяч разновременных захоронений, раскопанных когда-либо археологами, лишь считанные десятки были восстановлены специалистами - антропологами. Поэтому есть определенная историческая справедливость в том, что был реконструирован внешний облик именно этого человека, определенно выдающейся личности среди народа, заселявшего эту территорию в III веке до н. э.
К этому же периоду относится несколько ям и жилищ на территории села. Жилище представляло собой углубленное в землю строение неправильно прямоугольной формы с округленными углами. В интерьер жилища входило несколько ям различного назначения. На дне ямы, в подбое был расчищен скелет, перед его лицевой частью находился череп собаки. В проходе, соединявшем яму с жилищем, было расчищено 2 скелета взрослой женщины и ребёнка. Помимо фрагментов керамики и пряслица, на дне жилища найдено лощило из ручки амфоры со штемпелем PARION. Через какое-то время жилище стало вновь обитаемым. Об этом свидетельствует тот факт, что его котлован и ямы были забуртованы слоем глины. В центре жилища поверх глиняной забутовки был сооружен очаг подковообразной формы, который был слабо обожжен. Очевидно, им пользовались короткий срок. Таким образом, благодаря находкам амфорных клейм можно сделать вывод о том, что поселение было обитаемым практически на протяжении всего III и в первой четверти II веков до н. э.
В полуверсте от села Чобручи, над лиманом Жепши вода вымыла клад серебряных монет. На этом основании чобручане предполагают, что на их земле есть клады. В 1897 г. крестьянин Иван Васылатий принялся искать клад в кургане, на котором прежде стояла мельница крестьянки Евдокии Дормы. Вместо клада нашёл глиняный кувшин.
Эти редкие эпиграфические памятники привлекли к себе внимание в научных кругах археологов.
В селе Глиное Слободзейского р-на Молдавской автономной Советской Социалистической Республики (МАССР), колхозы начали создаваться в период массовой коллективизации. К 1929 году в селе Глиное были созданы колхозы: «Путь Красных Партизан», «1 Мая», «Культтруд», «Интенсивник», «Путь к социализму», «Красная Бессарабия». В селе была создана и МТС (машино-тракторная станция). Одними из первых председателей колхозов были: Сауленко Антон Трофимович, Крошмаль Николай Сергеевич, Коровяков Василий Васильевич. С образованием колхозов началась коллективизация. Первым секретарем комсомольских ячеек, а также участником коллективизации был - Синько Евгений Романович, убитый кулаками (в его честь названа одна из улиц села) и др.
На период ВОВ 1941-1944 годов, колхозы прекратили свою деятельность, возобновив её в августе месяце 1944 года, сохранив прежние названия.
Документальные материалы названных колхозов до 1944 года не сохранились, были уничтожены в период ВОВ.
В 1951 году колхозы «Путь к социализму» и «Культтруд» объединились, объединённый колхоз получил новое название колхоз им. Булганина. В этом же, 1951 году, объединились колхозы «Путь Красных партизан», «1 Мая» и «Красная Бессарабия» в один колхоз им. Калинина. В 1953 году в колхоз им. Булганина влились колхозы «Калинина» и «Интенсивник». В 1958 году колхоз им. Булганина был переименован в колхоз «Заря коммунизма». В 1992 году решением общего собрания колхозников от 22.01. колхоз «Заря коммунизма» был переименован в колхоз «Дружба народов». Решением Арбитражного Суда ПМР от 11.04.2005 г колхоз «Дружба народов» был объявлен банкротом и предназначен к ликвидации.
На сегодняшний день в селе Глиное насчитывается 15 крупных сельхозпредприятий, имеющих в пользовании земельные участки от 20 га до 800 га и 20 КФХ.
До 1939 г на территории села Глиное в разные периоды были три церкви: Румынская, Никольская и Иоанна Богослова. После их закрытия и разрушения, в сталинский период, до 1992 г церкви в селе не было. В связи с тысячелетием крещения Руси в селах постепенно стали открываться церкви. В селе открыли в 1992 году Украинскую автокефальную церковь в подчинении Киевской автономной митрополии. С 11 апреля церковь села Глиное перешла в подчинение Кишиневской митрополии в составе Бендерской епархии. Священником был назначен отец Николай (Добровольский). Церковь была основана на месте русско – украинской школы, директором которой был когда – то Бобейко Марк Васильевич. Достраивалась местными умельцами из средств пожертвования. Из- за нехватки средств строительство шло очень медленно.
Освещение состоялось 9 октября 1997 года в честь Иоанна Богослова, этот праздник отмечается жителями села ежегодно. Сегодня в церкви села служителем является протоиерей Илья.

## Население
Этнический состав: украинцев — 1691, молдован — 1590, русских — 1423, гагаузов — 56, болгар — 38 и других. Число дворов — 2198.

## Археология
На глиняном лепном сосуде, найденном в гробнице в одном из курганов бабинской культурно-исторической общности (культуры многоваликовой керамики), в которой ок. 4 тыс. лет назад были похоронены женщина и новорожденный ребёнок, обнаружена пиктографическая надпись из нескольких загадочных знаков-символов.
В кургане у села Глиное Слободзейского района археологи обнаружили костные останки человека со следами хирургической операции. Возраст находки превышает 4 тысячи лет.
Близ сёл Глиное и Чобручи находятся скифские курганы, впервые вскрытые в 1896—1911 годах И. Я. Стемпковским и Л. П. Стемпковским и детально изученные в 1960-е годы. В 1995—2004 годах Днестровская археологическая экспедиция исследовала более 60 скифских могил в Глином, включая могилу племенного вождя кочевников (в отличие от земледельческой культуры Чобруч). В 1995—2012 годах и в 2017 году в Глином было исследовано 114 скифских курганов III—II веков до н. э., содержавших 183 погребения.
У образцов из могильника близ села Глиное определены митохондриальные гаплогруппы H5b, H8c, U4*, U5a1a1, U5a1a2b, U5a2a1, U5a2b, U5b2a3, T2b и  митохондриальная гаплогруппа M10a1a1a (очевидно, из вторичного захоронения, образец scy332, 248—391 гг. н. э.) и Y-хромосомные гаплогруппы R1a, E1b, R1b, I2a.

## Известные уроженцы
- Семён Васильевич Лунгул[11] — советский и молдавский композитор;
- Евгения Тодорашко — народная артистка Республики Молдова;
- Анатолий Андреевич Рожко — молдавский ведущий экономист.